# ルパンティニー
ルパンティニー（Repentigny）は、カナダのケベック州の ラノディエール地域にある都市。モントリオール大都市圏に属し、人口は2016年時点で8万4965人とモントリオール大都市圏内では5番目の人口を持つ衛星都市である。

## 概要
1670年にJean-Baptiste Le Gardeurによって創設されたのが起源とされる。2002年6月1日にル・ガルドゥール（Le Gardeur）と合併した。東側にセントローレンス川が流れ、市西部をラソンプシオン川が流れていて、西側をシャルルマーニュ、テルボンヌとマスクーシュ、北側をラソンプシオン、そして南側をプレーリー川を挟んでモントリオール市に隣接している。

## 人口動態
| 母語話者（ルパンティニー）2011 | 母語話者（ルパンティニー）2011 | 母語話者（ルパンティニー）2011 | 母語話者（ルパンティニー）2011 | 母語話者（ルパンティニー）2011 |
| ------------------------------ | ------------------------------ | ------------------------------ | ------------------------------ | ------------------------------ |
|                                |                                |                                |                                |                                |
| フランス語                     | フランス語                     |                                | 92.21%                         | 92.21%                         |
| 英語                           | 英語                           |                                | 1.53%                          | 1.53%                          |
| その他                         | その他                         |                                | 4.92%                          | 4.92%                          |

2016年センサスによる人口は84,965人である。2011年の統計による住民の母語の割合はフランス語が92.21%と大半を占め、英語は1.53%、その他の言語が4.92%となっている。

## 交通

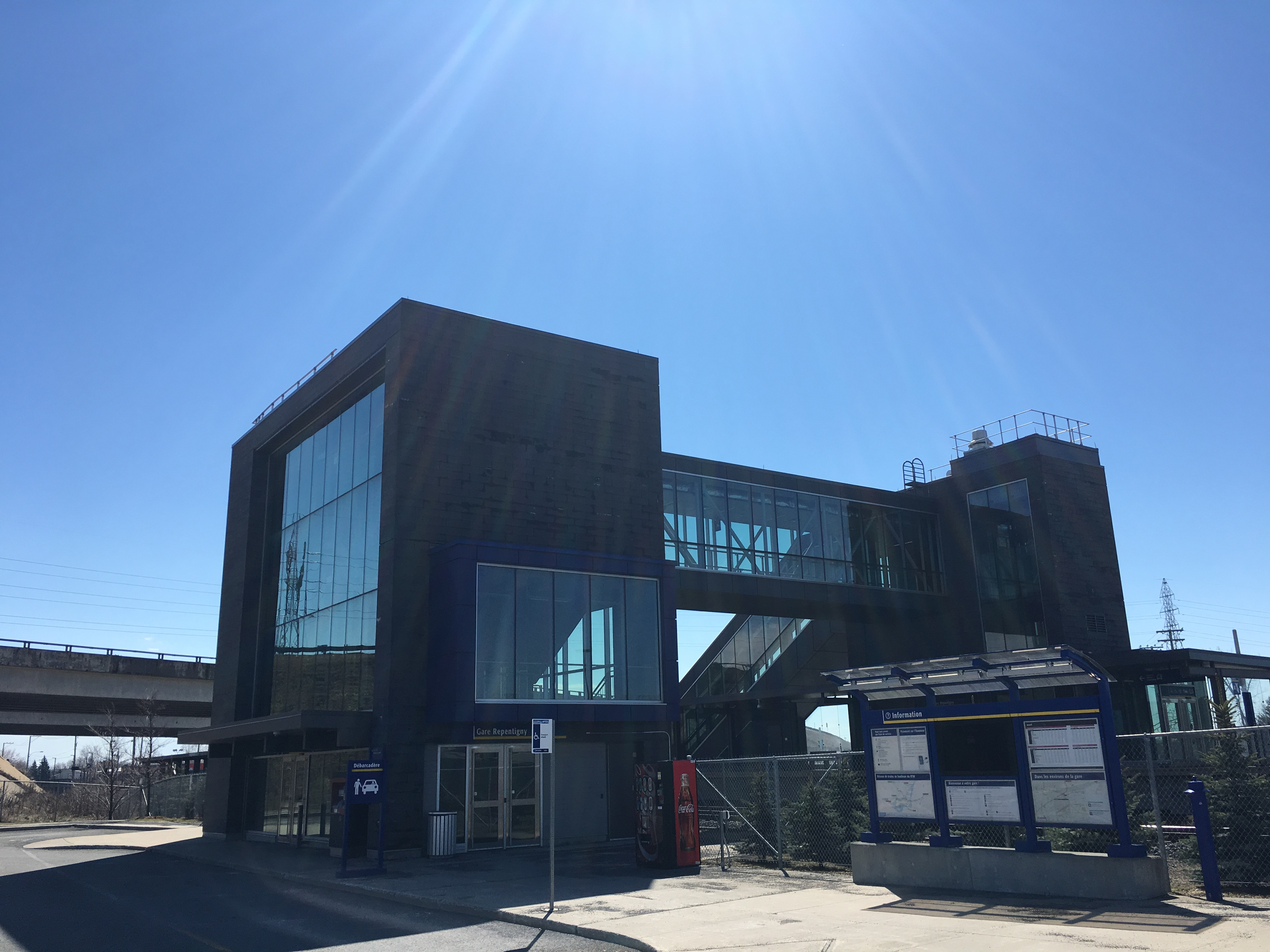
ルパンティニー駅

RTM（Réseau de transport métropolitain）によって運営される郊外列車のマスクーシュ線が1路線伸びており、ルパンティニー駅からモントリオール中央駅まで運行されている。